# Heckenbach
Heckenbach ist eine Ortsgemeinde im Landkreis Ahrweiler in Rheinland-Pfalz. Sie gehört der Verbandsgemeinde Altenahr an.

## Geographie
Heckenbach liegt in der Eifel. Ortsteile sind Beilstein, Blasweiler, Cassel, Frankenau (früher Hundswinkel), Fronrath, Niederheckenbach, Oberheckenbach und Watzel.

## Geschichte
Die erste urkundliche Nennung des Ortes Heckenbach geht auf das Jahr 772 zurück. Eine Bertrudis und ihr Sohn Waningus schenkten dem Kloster Kesseling Ländereien.
Zu einer vorchristlichen Besiedelung des Gebietes wurden nur wenige archäologische Quellen aufgetan. Dagegen wurden in der Gemarkung Heckenbachs zahlreiche Siedlungsspuren der Römer gefunden.
1938 wurden Nieder- und Oberheckenbach, Beilstein, Blasweiler, Cassel, Fronrath und Watzel bei der Anlegung des Luftwaffenübungsplatzes Ahrbrück zwangsgeräumt. Die heutige Ortsgemeinde Heckenbach entstand Anfang der 1960er Jahre.

## Bevölkerung
Heckenbach ist mit mehr als 27 km² Fläche und 260 Einwohnern die flächenmäßig zweitgrößte, jedoch bevölkerungsmäßig kleinste Gemeinde in der Verbandsgemeinde Altenahr. Seit der Gründung der Gemeinde schwankt die Bevölkerungszahl nur gering und befindet sich heute ungefähr auf dem gleichen Stand wie 1961.
Statistik zur Einwohnerentwicklung
Die Entwicklung der Einwohnerzahl der heutigen Gemeinde Heckenbach, die Werte bis 1987 beruhen auf Volkszählungen:
| Jahr | Einwohner |
| ---- | --------- |
| 1939 | 82        |
| 1950 | 53        |
| 1961 | 263       |
| 1970 | 271       |
| 1987 | 225       |

| Jahr | Einwohner |
| ---- | --------- |
| 1996 | 246       |
| 2005 | 258       |
| 2011 | 255       |
| 2017 | 240       |
| 2023 | 237       |

## Politik

### Bürgermeister
Heinrich Groß wurde im Juni 2014 Ortsbürgermeister von Heckenbach. Da bei der Direktwahl am 26. Mai 2019 kein Bewerber antrat, oblag die Neuwahl des Ortsbürgermeisters dem Rat. Dieser bestätigte Groß am 22. August 2019 für weitere fünf Jahre in seinem Amt. Er wurde im Juni 2024 wiedergewählt.
Der Vorgänger von Groß, Erik Hupperich, hatte das Amt zehn Jahre ausgeübt, war 2014 aber nicht erneut angetreten.

## Kultur und Sehenswürdigkeiten

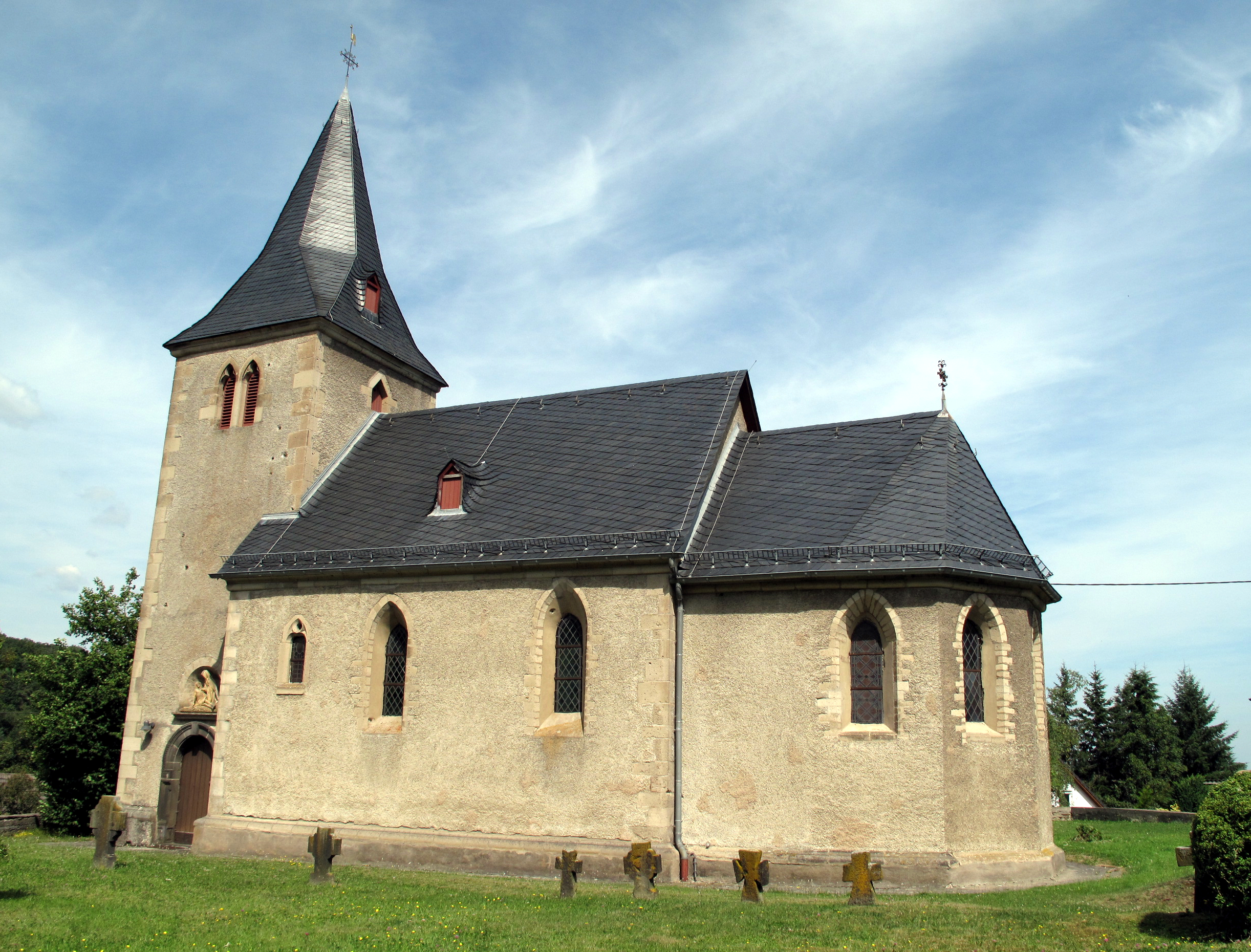
Blasweiler, St. Margareta

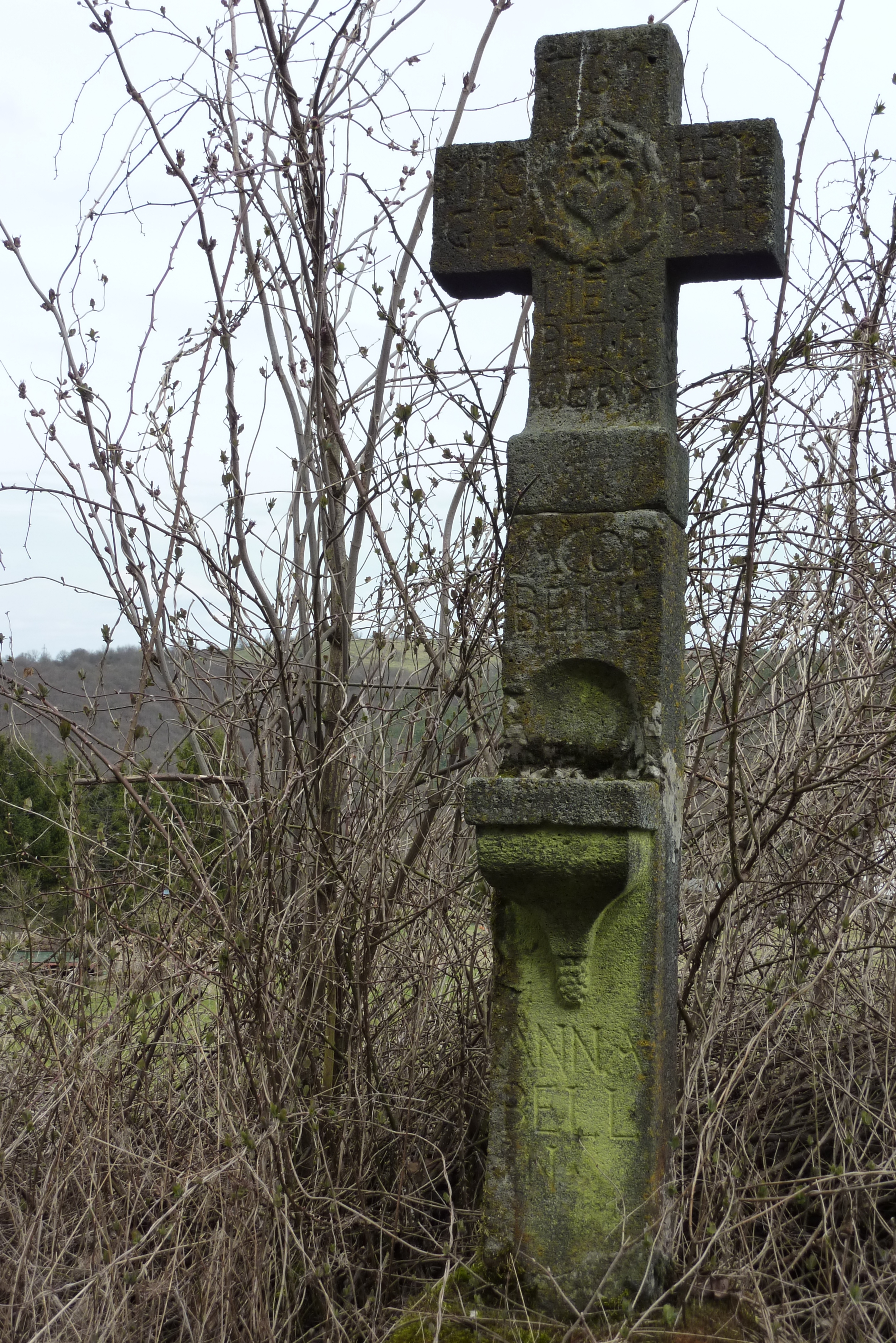
Wegkreuz in Blasweiler

### Kulturdenkmäler
In Heckenbach befinden sich einige unter Denkmalschutz gestellte Kulturdenkmäler.
Siehe Liste der Kulturdenkmäler in Heckenbach
Blasweiler
- Katholische Kirche St. Margareta, die um das Jahr 1300 entstanden ist,
- auf dem Friedhof acht Grabkreuze, die aus dem 16. bis 18. Jahrhundert stammen, sowie drei Gusseisenkreuze aus dem 19. Jahrhundert,
- am Ortsausgang von Blasweiler zwei Wegekreuze von 1741 und 1771.

Niederheckenbach
- Katholische Kirche St. Pankratius und Margarita, erbaut 1828/29,
- auf dem Friedhof Kreuze aus dem 18. Jahrhundert.

Oberheckenbach
- die Katholische Kapelle St. Michael aus dem 18. Jahrhundert.

### Sonstiges
Im Oktober 2000 wurde ein 18 km langer historischer Wanderweg eröffnet, der die Natur- und Landschaftsschönheit um Heckenbach näherbringen soll. Beginn des durch Wacholderheide und dichte Wälder führenden Weges ist in Niederheckenbach.
Auf dem Schöneberg steht der Fernmeldeturm Heckenbach-Schöneberg.